# 松田芹香
松田芹香（日语：／ Matsuda Serika，2011年2月9日—）是日本童星、时装模特。大阪府出身。隶属于Hirata Office。

## 生平
隶属于模特事务所GRAM的儿童部门gramkids，从2012年起成为时装模特。2016年，在PORASTER东京学院的第一期生甄选会上被选为特待生，同年4月在《OUR HOUSE》中实现电视剧出道。2017年开始隶属于Hirata Office。